# 貝德福德 (印第安納州)
貝德福德（英語：Bedford）是一個位於美國印第安納州勞倫斯縣的城市。根據2010年美國人口普查，該地人口為13,413人，而該地的面積約為31.50平方千米。同時該地也是勞倫斯縣的縣治。

## 地理
貝德福德的座標為38°51′36″N 86°29′32″W / 38.86000°N 86.49222°W，而該地的平均海拔高度為209米（即686英尺）。